# Bohlswustung
Bohlswustung ist ein Gemeindeteil des Marktes Mitwitz im Landkreis Kronach (Oberfranken, Bayern).

## Geographie
Die Einöde liegt in unmittelbarer Nähe der thüringischen Grenze. Es entspringt dort ein namenloser rechter Zufluss der Föritz. Ein Anliegerweg führt zur Hüttenwustung (0,2 km nördlich) bzw. zur Dickenwustung (1 km südöstlich).

## Geschichte
Gegen Ende des 18. Jahrhunderts bestand Bohlswustung aus einem Anwesen. Das Hochgericht übte das Halsgericht Mitwitz aus. Die Herrschaft Mitwitz war Grundherr des Einödgehöftes.
Mit dem Gemeindeedikt wurde Bohlswustung dem 1808 gebildeten Steuerdistrikt Neundorf und der 1818 gebildeten Ruralgemeinde Schwärzdorf zugewiesen. In der Bayerischen Uraufnahme und im Positionsblatt sowie in sämtlichen Ortsverzeichnissen bis 1950 findet sich kein Eintrag zur Bohlswustung. An der Stelle der heutigen Bohlswustung befand sich die Einöde „Reuterswustung“. 0,8 km nördlich befand sich eine Einöde gleichen Namens, heute Reuterwustung genannt. In dem Ortsverzeichnis von 1952 wurde Bohlswustung als Neugründung aufgelistet. Ob die ursprüngliche Bohlswustung sich an gleicher Stelle befand oder anderswo, ist unklar. Am 1. Juli 1971 wurde Bohlswustung mit Schwärzdorf im Zuge der Gebietsreform in Bayern nach Neundorf eingemeindet, das seinerseits am 1. Januar 1974 nach Mitwitz eingegliedert wurde.

### Einwohnerentwicklung
| Jahr      | 001818 | 001950 | 001961 | 001970 | 001987 |
| Einwohner |        | 10     | 5      | 3      | 0      |
| Häuser    | 1      | 1      | 1      |        | 1      |
| Quelle    | [ 8 ]  | [ 7 ]  | [ 10 ] | [ 11 ] | [ 1 ]  |

## Religion
Der Ort ist seit der Reformation evangelisch-lutherisch geprägt und nach St. Jakobus (Mitwitz) gepfarrt.